# Friend Opportunity
Friend Opportunity es el octavo LP de Deerhoof. Fue grabado en conjunto por los sellos independientes de Kill Rock Stars y 5 Rue Christine. Se lanzó al mercado el 23 de enero de 2007. El artista escocés David Shrigley diseño doce portadas distintas para el álbum .

## Lista de canciones
1. The Perfect Me
2. + 81
3. Believe E.S.P.
4. The Galaxist
5. Choco Fight
6. Whither the Invisible Birds?
7. Cast off Crown
8. Kidz Are So Small
9. Matchbook Seeks Maniac
10. Look Away

## Músicos
- Satomi Matsuzaki - Voz Bajo
- John Dieterich - Guitarra
- Greg Saunier - Batería Voz

- Datos: Q5504015